# 中部ドイツ放送
中部ドイツ放送（ちゅうぶドイツほうそう、ドイツ語: Mitteldeutscher Rundfunk, MDR）は、ザクセン州ライプツィヒに本部を置くドイツの公共放送局。ARD加盟9局のひとつで、ザクセン州・ザクセン＝アンハルト州・テューリンゲン州の各州を放送地域とする。
ARD加盟局において、新連邦州（旧東ドイツ地域の州）のみを放送地域とする唯一の局である（ベルリン＝ブランデンブルク放送（rbb）は旧西ベルリンを含むため）。

## 概要

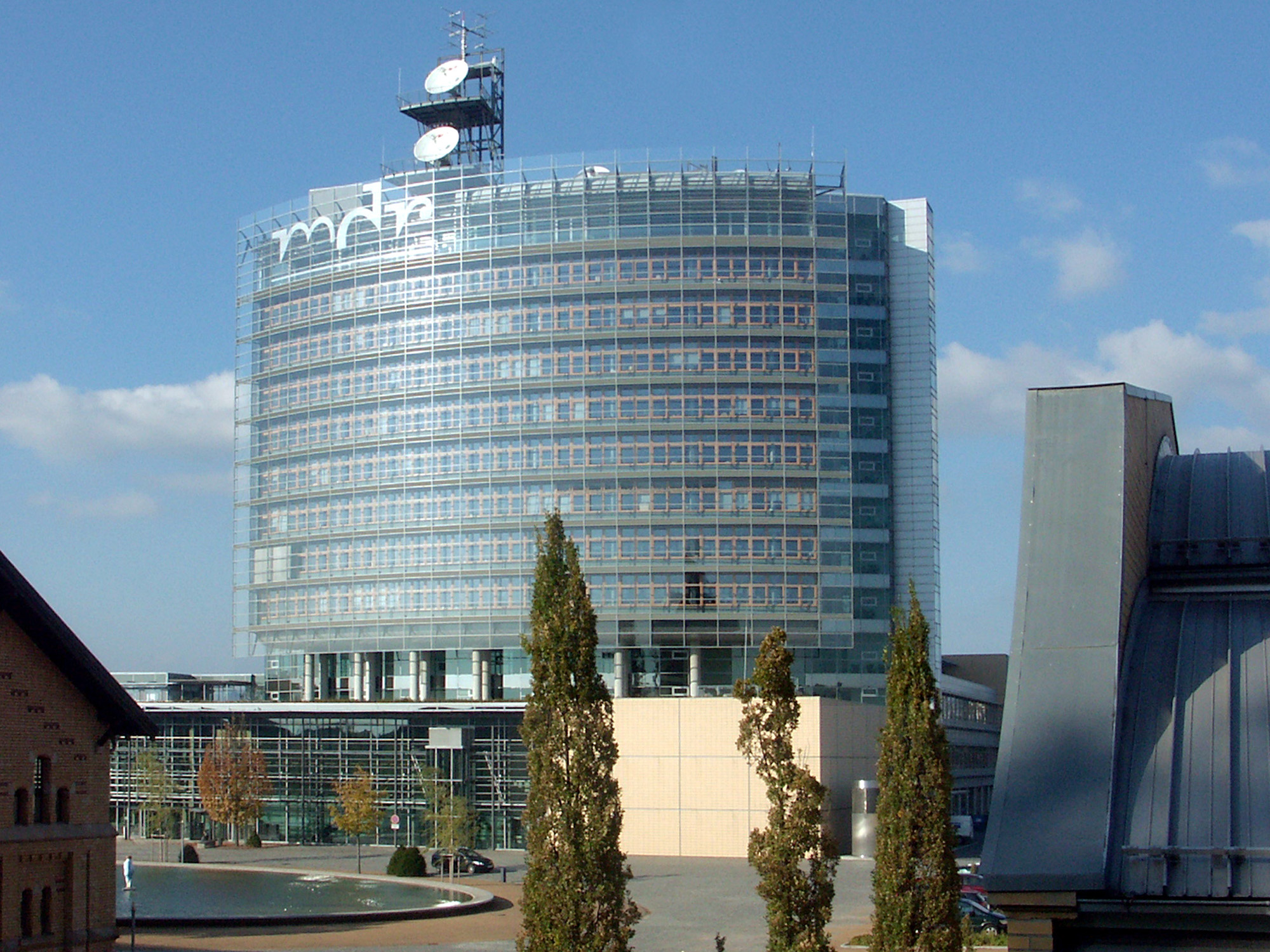
ライプツィヒのMDR本部

1924年にライプツィヒで「中部ドイツ放送株式会社（Mitteldeutscher Rundfunk AG）」が設立され、同地域におけるラジオ放送が始まった。しかし1934年にナチス政権の元、国内の放送局は強制的に統合され「ライプツィヒ帝国放送局（Reichssender Leipzig）」となった。
敗戦後、ソビエト連邦占領当局により「ラジオ・ライプツィヒ（Radio Leipzig）」が設立され、翌年には「中部ドイツ放送」の名称が復活する。しかし1952年にはドイツ民主共和国（東ドイツ）の政策によって再びDDRラジオ放送局として統合された。
ドイツ再統一に伴いDDRラジオ放送局およびドイツテレビジョン放送（DFF）が解体され、ARD加盟局として中部ドイツ放送（MDR）が再設立された。